# ヤズィーディー

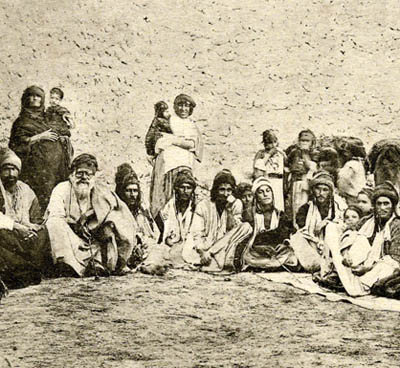
山岳部のヤジディ教信者、イラクとシリアの国境にて、1920年代

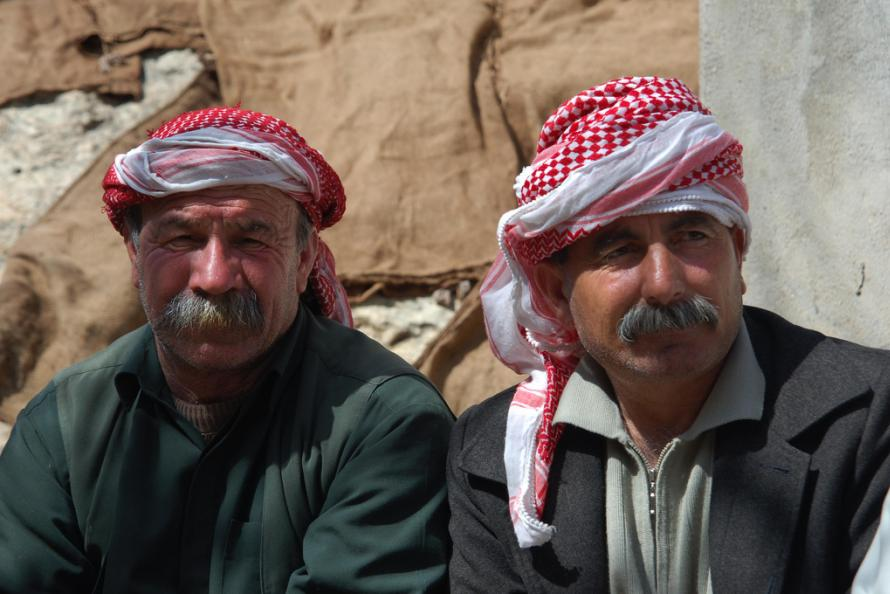
ヤジディ教信者の男性

ヤズィーディー（Yazidi、ヤジーディー、ヤズィード、ヤジディ、Sharfadin）は、中東のイラク北部などに住むクルド人の一部において信じられている民族宗教。日本語ではヤジディ教、ヤズディ教とも書かれる。ヤズディの方が、本来の発音に近い。ヤジド教、ヤジド派ともいう。

## 概要
ヤズィーディー教徒の教義は基本的に口承による。創世記にあたる『ミスヘファ・レシ』 (Mishefa Reş) や黙示録にあたる『キテバ・ジルウェ』 (Kitêba Cilwe) の2つの聖典を持つが、これらは20世紀はじめに作られたものと考えられている。ミスラ信仰等のイスラーム化する以前の諸宗教の系譜を引く、クルド人の宗教と言われるが、元来山岳部が信仰の中心ということもあり、未だ明らかにされていない部分も多い。イラクだけでなく、周辺のシリア、ロシア、アルメニア等にも見られる。イラクの中では、ニーナワー県のシンジャール地方に最も多くのヤズィーディーの信者が住む。創始者の聖廟のあるイラク北部のラーリーシュを聖地とし、信者は地球の中心だと考えられており、神殿の地下にあるザムザムの泉で洗礼を受ける

## 歴史

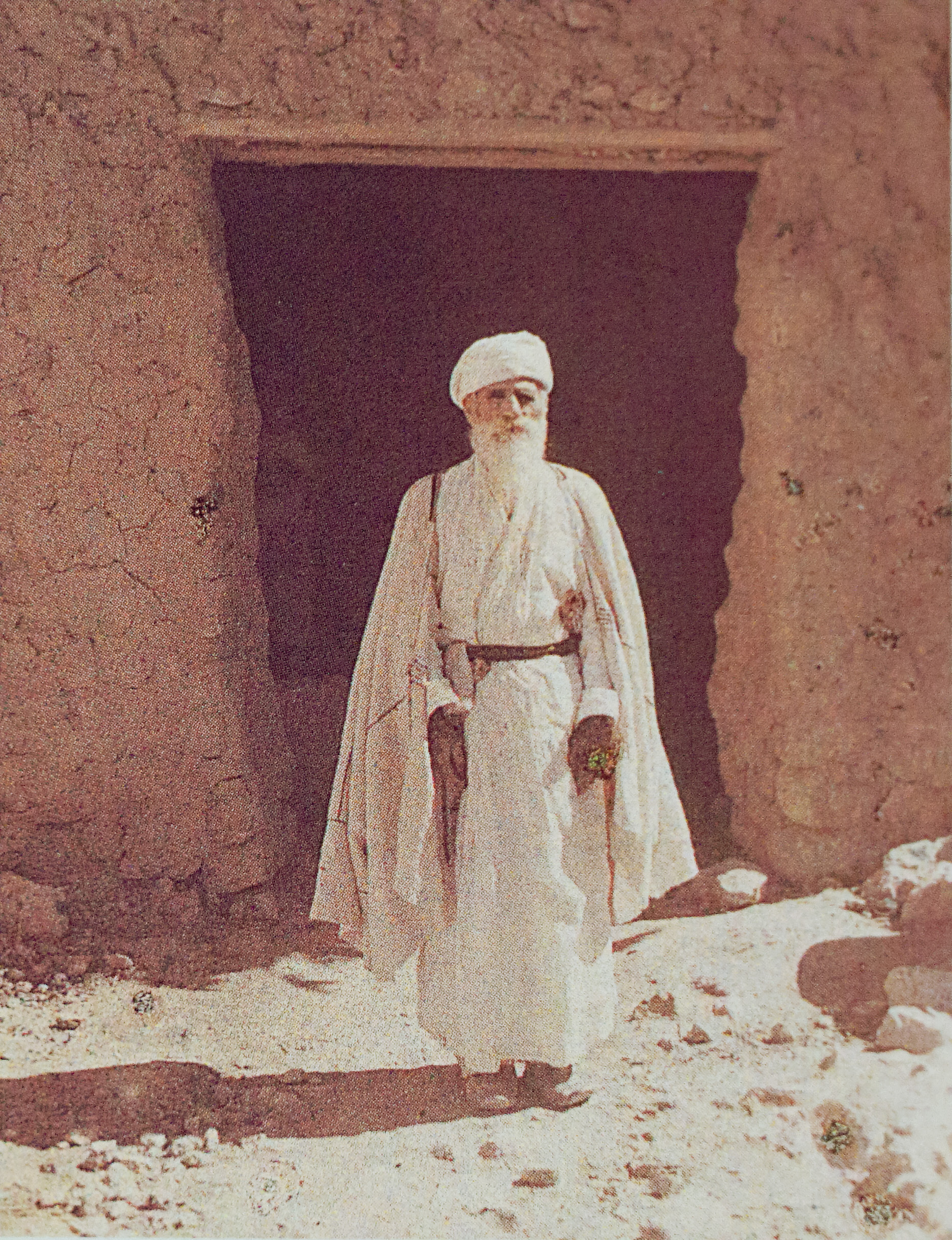
イラクのバシカ（バスチカ、:en:Bashiqa）村のヤズディ教首領。1910年代

ヤズィーディーは一神教であり、ゾロアスター教とメソポタミアの伝統儀式が入り混じるほか、キリスト教、ユダヤ教、スーフィー、イスラム教などの影響を受けており、七大天使の中でもとりわけ孔雀天使マラク・ターウースを信じ、太陽に祈りを捧げる。一説にはミトラ教や古代ペルシャの宗教の影響もあるとされ、様々な宗教の影響を受けたシンクレティズムと呼ばれるものの一つであり、12世紀にスーフィーの指導者アディー・イブン・ムサーフィルが作ったイスラム教とゾロアスター教の要素を合わせたコミュニティから、今の形になったという説がある。ヤズィーディーの伝承によれば、スルターン・エズィードと呼ばれる人物により創始され、アディー・イブン・ムサーフィルによって改革されて成立したと考えられている。このエズィードは、ウマイヤ朝二代目カリフヤズィード1世との見解もある（この説はヤズィーディーからは否定されている）。
ヤズィーディーは、信者への改宗を禁じるのと同時に、ヤズィーディーから生まれた者しかヤズィーディーになれないという考えがあるため、他宗教の信者がヤズィーディーに入信することも拒む。周辺のイスラム教徒やキリスト教徒と結婚することも禁じられている。布教活動も行われていない。新年は1月ではなく4月に始まり、元日にあたる日（紅の水曜日と呼ばれる）には墓参りを行う。信仰や教義は、地域によって違うものが複数伝わっている。
歴史的に見ればスーフィズムの影響から始まったように見られるが、輪廻転生を教義に持ち、イスラムの教義体系からは逸脱が目立つ。バラモン教にも見られるようなカースト的な階級制度を持つ（主要なカーストは三つある）。ほかにも、天使マラク・ターウースの伝えられる描写は、ムスリムからすると悪魔シャイターンに重なる部分も多い。そのため、ムスリム（イスラム教徒）から邪教扱いを受けることがあるとされる。イスラーム過激派は、キリスト教徒より、「邪教」であるヤズィーディーの信者に激しい憎悪を向けるとされる。過激派組織の1つISILは、ヤズィーディーは多神教であるとし、ジズヤやイスラーム改宗の対象外とするなど、いわゆる啓典の民であるキリスト教徒やイスラム教徒とはその扱いを差別化した。
イラクのクルディスタン地域の議会には少数ながらヤズィーディーの議員枠の割り当てがある。

## 他宗教との対立、迫害
教徒の居住区はイラク北部に広がり、周辺の宗教勢力、武装勢力との対抗上、比較的アメリカ寄り立場を取るため、しばしばイスラム系武装勢力の攻撃対象となる。
- サッダーム・フセインの政権下では、村落破壊と強制移住が強いられた。ただし、サッダームはヤズィーディー、ムスリムを問わず、クルド人全てを迫害した[1]。
- 2007年8月14日：ニーナワー県のヤズィーディー教徒が多く住む二つの村でトラックによる同時自爆攻撃が発生。死者は400人以上。当時、イラク駐留していたアメリカ軍は、アルカイーダによる自爆テロとの見解を表明。後日、同年9月3日に行った空爆で、自爆テロを計画、指揮した首謀者を殺害したと発表した[8]。
- 2014年8月8日：イラク政府及びクルド人自治区に激しい攻撃を加えていたISILに対し、アメリカ軍が限定的な空爆を実施。併せてISILの攻撃により、イラク北部のシンジャルの山地へ避難していたヤズィーディー教徒に対しても支援物資の空輸が行われた[9]。
- 2014年10月15日：拘束したヤズィーディー教徒の女性を戦闘員に分配していたISILは、奴隷制の復活を宣言した[10]（イスラム社会における奴隷制度についてはイスラームと奴隷制の項も参照のこと）。
- 前述通り、ヤズィーディーは、ヤズィーディー以外との結婚を拒む。2007年には、スンニ派のムスリムと結婚し、イスラームに改宗した女性（本当に改宗したかどうかは不明）がヤズィーディーである一族から殺害されるという名誉の殺人が起こった。上述した8月14日の事件はムスリム側からの報復として行なわれた[11]。背景には、ヤズィーディーの排他性や保守性以外にも、イスラム武装組織がヤズィーディーを狙って起こした数々の大量殺人事件がある[1]。